# مانسا موسی
مانسا موسی نهمین مانسای امپراتوری مالی بود که بین سالهای ۱۳۱۷ تا 1332 بر آن حکم می‌راند. در دوران حکومت او امپراتوری مالی به اوج وسعت و احتمالاً قدرت و توان مالی خود رسید اما با اینحال از او کمتر از پادشاهان دیگر در فرهنگ شفاهی مردم ماندینکا یاد می‌شود.
ثروت موسی به حدی بود که مردم هم دوره‌اش آن را غیرقابل تصور توصیف می‌کردند؛ طبق گزارش مجله تایم، هیچ رقم دقیقی نمی‌توان روی ثروت او گذاشت. بر طبق دست نوشته‌های محلی و روایت گردشگران، ثروت امپراتوری مالی که تماماً متعلق به مانسا موسی بود، غالباً از مالیات بر تجارت نمک نواحی شمالی و استخراج طلای نواحی جنوبی در بامبوک و بور بدست آمده بود. انباشت ذخایر عظیم طلا در یک دوره نسبتاً طولانی و احتمالاً سود بردن از تجارت کالاهایی مثل عاج فیل، برده، ادویه، ابریشم و سرامیک نیز دلیل دیگری بر این ثروت بوده است. در زمان به تخت نشستن موسی، بیشتر این امپراتوری از قلمروهای سابق پادشاهی غنا تشکیل شده بود. امروزه کشورهایی مثل غنا، سنگال، موریتانی، گامبیا و مالی در محدوده این امپراتوری قرار دارند.
مانسا در سال ۱۳۲۴ میلادی به همراه هیئت بزرگی از همراهان و مقدار زیادی طلا به سفر حج در مکه رفت. او در مسیرش مدتی را در قاهره گذراند؛ جایی که گفته می‌شود سخاوتمندی‌اش در بخشش هدایای گرانبها باعث کاهش قابل توجه در ارزش طلا در مصر شده است و توجه جهان اسلام را به وی جلب کرده است. موسی با گسترش مرزهای امپراتوری مالی، شهرهای مهمی مانند گائو و تیمبوکتو را به قلمرو خود اضافه کرد. او تلاش زیادی برای گسترش روابط با جهان اسلام، بویژه حکومت‌های سلطنت ممالیک و مرینیان کرد. موسی علمایی را از سراسر جهان اسلام همچون شاعر اندلسی، ابو اسحاق ساحلی، به مالی آورد و در جهت کردن تیمبوکتو به یک مرکز آموزش اسلامی کوشیده است. دوران حکومت او شاهد پروژه‌های عمرانی زیادی بوده که ساخت بخشی از مسجد جینگروبر یکی از آنهاست.
به نوشتهٔ مجلهٔ تایم، مانسا موسی، یکی از ثروتمندترین افراد تاریخ در همه دوران هاست. مورخان برآورد می‌کنند که او به نرخ امروز، ثروتی در حدود ۴۰۰ میلیارد دلار داشته است.

## نام و القاب
نام شخصی او موسی، از نام موسی در قرآن و لقبش مانسا، از زبان منده‌ای آمده که به معنی «فرمانروا» یا «پادشاه» است.
در فرهنگ شفاهی و کتاب تاریخ تیمبوکتو، موسی بیشتر به عنوان کنکو موسی شناخته می‌شود. در سنت منده‌ای مرسوم بود که نام شخص با نام مادرش ترکیب شود، بنابراین اسم کنکو موسی به معنی «موسی پسر کنکو» است، البته در اینباره تردید وجود دارد. ال-یافی به موسی نام موسی بن ابی بکر بن ال-اسود (عربی: موسى بن أبي بكر بن أبي الأسود‎، ت. «Mūsā ibn Abī Bakr ibn Abī al-Aswad»), و ابن حجر به او اسم موسی بن ابی بکر سلیم التکروری (عربی: موسى بن أبي بكر سالم التكروري‎، ت. «Mūsā ibn Abī Bakr Salim al-Takruri») را داده است.
در فرهنگ شفاهی اغلب به او لقب حاجی می‌دهند، چرا که به سفر حج رفته بود. در زبان‌های سنغایی به حکمران مالی یعنی کسی مثل مانسا موسی، مالی-کوی می‌گفتند که لقب کوی منظور حکمران بودن بر یک منطقه را می‌رساند.